# خوان کارلوس آلتابیستا
خوان کارلوس آلتابیستا (اسپانیایی: Juan Carlos Altavista‎؛ ‏ ۴ ژانویهٔ ۱۹۲۹ – ۲۰ ژوئیهٔ ۱۹۸۹) بازیگر اهل آرژانتین بود. او کارش را از بازیگری تئاتر شروع کرد و بعدها از شاگردان نارسیسو ایبانیس منتا شد.
از فیلم‌ها یا برنامه‌های تلویزیونی که وی در آن نقش داشته‌است، می‌توان به مادربزرگ، مادام بوواری و گوشت اشاره کرد.